# Lucy Walker
Lucy Walker (1836–1916) fue una montañera británica y la primera mujer que ascendió el Cervino (Matterhorn, en alemán).

## Trayectoria
Walker comenzó sus ascensiones de manera bastante modesta, en 1858 cuando su médico le aconsejó que caminara como una cura para el reumatismo. Acompañada por su padre Frank Walker y su hermano Horace Walker, ambos tempranos miembros del Alpine Club, y el guía del Oberland Melchior Anderegg, se convirtió en la primera mujer que escaló de manera regular en los Alpes. 
Los logros de Walker fueron, al principio, poco conocidos excepto por aquellos que estaban en su compañía inmediata. Entre sus primeros éxitos estuvieron el primer ascenso al Balmhorn (1864) y el primer ascenso femenino del Eiger (1864), Wetterhorn (1866), Liskamm (1868) y Piz Bernina (1869). En 1871 supo que su rival Meta Brevoort, una montañera estadounidense, estaba planeando una expedición para subir el Cervino. Walker rápidamente reunió un grupo y el 22 de agosto, vistiendo un vestido blanco, se convirtió en la primera mujer que se alzó sobre el Cervino y con ello obtuvo renombre mundial. También en aquel año acabó su cuarto ascenso del Eiger, durante el cual se dice que vivió con una dieta de bizcocho, champaña y vino Asti Spumante.
En total, Lucy Walker completó un total de 98 expediciones. En 1909 se convirtió en miembro del recientemente formado Ladies’ Alpine Club ("Club Alpino de Damas") donde fue aclamada como la pionera de las montañeras. En 1913 fue elegida su segunda Presidente y desempeñó el cargo hasta 1915. Murió en su casa de Liverpool, Inglaterra el 10 de septiembre de 1916.